# Matematično nihalo
Matematično nihalo je idealno težno nihalo, ki je sestavljeno iz točkastega telesa, obešenega na zelo tanki in dolgi nitki. Na masno točko deluje samo težnost. Nihalo ima naslednje lastnosti:
- nitka, na kateri visi masna točka, je brez teže
- masna točka ima maso, ki se nahaja na koncu nitke
- gibanje se izvaja v eni ravnini
- gibanja ne moti nikakršen upor
- nihanje nastane samo zaradi sile težnosti na masno točko

Takšnemu nihalu se precej približamo z veliko maso, ki je obešena na zelo dolgi niti. 

## Nihajni čas matematičnega nihala
Diferencialna enačba, ki opisuje nihanje matematičnega nihala je
{\displaystyle {d^{2}\theta  \over dt^{2}}+{g \over \ell }\sin \theta =0\quad \quad \quad \quad \quad }
Za majhne odklone
{\displaystyle \theta \ll 1\,}
velja 
{\displaystyle \sin \theta \approx \theta \,}
Če so začetni pogoji {\displaystyle \theta (0)=\theta _{0}\,} in {\displaystyle {\frac {d\theta }{dt(0)}}=0\,}, je rešitev enaka 
{\displaystyle \theta (t)=\theta _{0}\cos \left({\sqrt {g \over \ell \,}}\,t\right)\quad \quad \quad \quad \theta _{0}\ll 1.}
To pomeni, da je nihajni čas {\displaystyle t_{0}\,} enak
{\displaystyle t_{0}=2\pi {\sqrt {\frac {\ell }{g}}}\quad \quad \quad \quad \quad \theta _{0}\ll 1}
kjer je 
- {\displaystyle t_{0}\,} nihajni čas nihala
- {\displaystyle l\,} dolžina nihala
- {\displaystyle g\,} težni pospešek (9,80665 m/s2)